# Fepime
Fepime Cataluña (Federación de Empresarios de la Pequeña y Mediana Empresa de Cataluña) es la patronal que representa las micro, pequeñas y medianas empresas de Cataluña, España.  
Fundada en 2000, Fepime representa, de manera directa e indirecta, cerca de 400 organizaciones territoriales y sectoriales.
Fepime defiende la pyme catalana como motor del crecimiento económico y social de Cataluña, el eje mediterráneo, el estado Español y Europa. Trabaja para que el marco político y económico favorezca el desarrollo de las pymes, que representan la práctica totalidad del tejido empresarial catalán y dan trabajo a tres cuartas partes de los trabajadores en Cataluña.
Cada 3 años, Fepime realiza el Congreso de la Micro, Pequeña y Mediana empresa de Cataluña, que actualmente cuenta con 3 celebraciones.